# Dixit (игра)
«Диксит» (англ. Dixit) — настольная игра, созданная Жаном-Луи Рубира. Выпускается компанией Libellud. Игра была издана в 2008 году и уже успела получить 15 наград по всему миру, в частности завоевать одну из самых престижных наград «Игра года 2010 в Германии» (2010 Spiel des Jahres, German Game of the Year). Dixit представляет собой фантазийную игру в ассоциации.
В России был выпущен нелицензированный аналог под названием «Имаджинариум». На Украине были выпущены нелицензированные аналоги под названиями «Игра в ассоциации» и «Уява».

## Правила игры
Каждому игроку раздаётся по шесть карт. Игроки ходят по очереди. Один из игроков объявляется Рассказчиком (загадывающим). Рассказчик выбирает одну карту, выкладывает перед собой карту картинкой вниз, описывает её любым доступным ему способом (произносит какое-нибудь слово или фразу, показывает жестом, мимикой, издаёт звук, который ассоциируется у него с этой картой). Исходная карта другим игрокам не показывается.
Все остальные игроки ищут среди своих карт что-нибудь в наибольшей степени соответствующее описанию Рассказчика и тоже выкладывают картинкой вниз на стол.
Затем все выложенные карты перемешиваются и раскладываются в ряд картинкой вверх.
Задача игроков — угадать картинку, которую выложил Рассказчик. Делается это с помощью жетонов с номерами, каждый игрок выкладывает перед собой лицом вниз жетон с номером карты, которую, как ему кажется, выбрал ведущий игрок.
Далее все жетоны одновременно вскрываются, подсчитываются заработанные игроками очки. Угадавший игрок двигает свою фишку-кролемипла вперёд.
Игра заканчивается, когда колода карт кончается или когда фишка хотя бы одного из игроков достигнет финиша. Выигрывает игрок с наибольшим количеством очков.

### Начисление очков
Очки игрок может заработать и в роли Рассказчика (загадывающего), и в роли отгадывающего.
- Все угадали исходную карту — все, кроме Рассказчика, получают по 2 очка.
- Никто не угадал исходную карту — все, кроме Рассказчика, получают по 2 очка.
- Во всех остальных случаях — и Рассказчик и угадавшие получают по 3 очка.
- Если кому-либо из отгадывающих удалось запутать соперника так, что его карту выбрали, он получает дополнительное очко за каждую ставку на его карту.

Игроки передвигают фишки в соответствии с полученными очками.

## Комплектация
- Оригинальная версия базовой игры:
  - 84 карты (формат 80 x 120 мм)
  - дорожка очков, встроенная по кругу нижней части коробки
  - 6 деревянных фишек-кролемиплов (англ. wooden «rabbit» counters)
  - 36 жетонов выбора картинки (с номерами от 1 до 6 на каждый цвет кролемипла)
- Вторая (доработанная) версия базовой игры «Dixit Odyssey» (рассчитана на игру до 12 игроков):
  - 84 карты
  - двухсоставная картонная дорожка очков (отдельно от коробки)
  - 12 деревянных фишек-кролемиплов
  - 12 карточек выбора картинки (на каждый цвет фишки)
  - 12 красных и 12 зелёных пулек-меток для карточек выбора

## Премии
Игра Dixit — обладатель многих международных премий:
- 2009 Golden Ace Игра года (Франция)
- 2009 Juego del año (JDA Game of the year in Spain) Игра года (Испания)
- 2009 Tric Trac de Bronze (бронзовая медаль) — награда игровой индустрии, которую присуждает интернет-журнал о настольных играх Tric Trac (Франция)
- 2009 Les 3 Lys Три лилии, «Лучшая игра для всех» (Квебек, Канада)
- 2009 Games 100, Best Party Games, «Лучшая Игра для компании» — список самого авторитетного журнала о настольных играх «Games Magazine»
- 2009 AbreOJogo Gateway Game of the Year, Winner
- 2009 Premio del Público на фестивале игр в Кордове (Испания)
- 2009 Лучшая игра на фестивале Parthenay (Франция)
- 2009 Joker 2009, номинация «Лучшая семейная игра», победитель
- 2010 Spiel des Jahres, German Game of the Year, Игра года (Германия)[2]
- 2010 Лучшая командная игра (США)
- 2010 Hra Roku Игра года (Чехия)
- 2010 Lucca Games Best of Show «Семейная Игра Года» (Италия)
- 2011 Ludoteca Ideale в категории Официальный выбор жюри (Италия)

## Выпуски
- Dixit (84 карты + игровое поле + 6 деревянных фигурок кроломиплов + жетоны для голосования + буклет с правилами игры)
- Dixit Odyssey (84 карты + игровое поле + 12 деревянных фигурок кроликов + 12 табличек для голосования + 24 маркера + буклет с правилами игры)
- Dixit 2: Открытие (84 карты)
- Dixit 3: Путешествие (84 карты)
- Dixit 4: Истоки (84 карты)
- Dixit 5: Грезы (84 карты)
- Dixit 6: Воспоминания (84 карты)
- Dixit 7: Откровения (84 карты)
- Dixit 8: Гармония (84 карты)
- Dixit 9: Юбилейный (84 карты + пластиковая юбилейная карточка)
- Dixit 10: Mirrors (84 карты) - дата выхода в 2020 году, в России не издавалась
- Dixit 11: MNK (84 карты) - дата выхода в 2023 году, в России не издавалась

## Художники, участвовавшие в оформлении
- Мари Кардуа (Диксит, Диксит 2, Диксит Одиссея) — французская художница. Работает над оформлением поздравительных открыток, делает иллюстрации для книг, оформляет настольные игры.
- Карты в настольной игре Диксит Одиссея были нарисованы Пьеро, а раскрашены Мари Кардуа.
- Ксавье Коллетт (Диксит 3) — французский художник-иллюстратор, участвовавший в создании комикса по мотивам «Приключений Алисы в Стране чудес» Льюиса Кэрролла.
- Клемент Лефевр (Диксит 4) — известный французский художник-иллюстратор, создавший удивительные миры для многих детских и взрослых книжных изданий.